# Андерсен, Трюгве
Трюгве Андерсен (норв. Tryggve Andersen, род. 27 сентября 1866 г. Рингсакер — ум. 10 апреля 1920 г. Гран) — норвежский писатель неоромантического направления.

## Жизнь и творчество
Т.Андерсен родился в семье чиновника Кристиана Андерсена. Так как отца неоднократно переводили по службе, в десятилетнем возрасте семья Андерсенов поселилась близ Бергена. В это время будущий писатель открывает для себя произведения Э. Т. А. Гофмана, оказавшие на него огромное влияние. Позднее у Андерсена жила кошка, которую он назвал котом Мурром.
В 1883 году семья Андерсенов переезжает в Хамар, где Трюгве познакомился и подружился с будущим писателем Нильсом Вогтом. После окончания школы в Хамаре Андерсен некоторое время учится в университете Осло, однако вскоре покидает университет. Затем он живёт у своего брата в Мандале, и в 1893 возвращается в Хамар. В 1898 году Трюгве Андерсен женится на Маргарете Шёнберг, и отправляется с женой в свадебное путешествие, посетив Германию, Данию, Исландию и Фарерские острова. В этом браке у писателя родились двое сыновей, однако и его жена, и старший сын скончались от туберкулёза. В 1906—1913 годах Трюгве Андерсон был женат на писательнице Регине Норманн, в 1914 году он женится в третий раз — на Грете Тихауэр, от которой имел двоих детей.
В 1897 году выходит в свет первый — и наиболее известный — роман Трюгве Андерсена «I cancelliraadens dage», в котором описывается жизнь канцелярского советника в северной Норвегии. Действие происходит в родном городке Трюгве Андерсена, Рингсакере. В 1900 году он публикует ещё один свой роман — «Mot Kvæld». Он не имел уже такого громкого успеха, как первый, однако получил особое значение благодаря мастерскому описанию протекавшего у героя эпилептического заболевания, которым страдал сам автор.
Кроме романов, Трюгве Андерсен писал также рассказы и стихотворения.

## Избранные сочинения
- I cancelliraadens dage (1887)
- Digte (1888)
- Mot Kvæld (1900)
- Gamle folk (1904)
- Bispesønnen og andre fortællinger (1907)
- Hjemfærd (1913)
- Fabler og hendelser (1915)
- Samlede fortællinger (1916)
- Dagbog fra en sjøreise (1923)